# ویلیام همبلین
ویلیام همبلین (انگلیسی: William J. Hamblin; ۱ ژانویهٔ ۱۹۵۴ – ۱۰ دسامبر ۲۰۱۹) مورخ، استاد تاریخ دانشگاه بریگم یانگ استاد تاریخ و عضو سابق هیئت مدیره بنیاد پژوهش‌های باستانی و مطالعات مورمون اهل ایالات متحده آمریکا بود.

## زندگی‌نامه
همبلین به عنوان عضوی از کلیسای عیسی مسیح قدیسان آخرالزمان بزرگ شد، و او به عنوان میسیونری (کلیسای عیسی مسیح قدیسان آخر زمان) برای کلیسا در ایتالیا از سال ۱۹۷۳ تا ۱۹۷۵ خدمت کرد. همبلین مدرک لیسانس خود را در رشته تاریخ از دانشگاه بریگم یانگ دریافت کرد. تحصیلات تکمیلی خود را در دانشگاه میشیگان گذراند و مدرک دکترا را در رشته تاریخ خاورمیانه در ۱۹۸۵، از این دانشگاه دریافت کرد. عنوان [پایان‌نامه] او «لشکر فاطمیون در اوایل جنگ‌های صلیبی» بود. همبلین یک سال را در مرکز مطالعات عربی در مصر گذراند. قبل از پیوستن به دانشکده دانشگاه بریگم یانگ در سال ۱۹۸۹، همبلین برای وزارت دفاع ایالات متحده آمریکا و به عنوان استاد تاریخ در دانشگاه می‌سی‌سی‌پی جنوبی کار می‌کرد. همبلین همچنین مقالات زیادی را به «دانشنامه نظامی بین‌المللی» ارائه کرد.
همبلین به عنوان استاد در گروه تاریخ دانشگاه بریگم یانگ تدریس کرد و در مرکز مطالعات خاور نزدیک اورشلیم دانشگاه بریگام یانگ در سال ۲۰۱۰ تدریس کرد. همبلین پس از بازنشستگی، مدتی را صرف سفر به دنیا کرد.
تقریباً از سال ۲۰۱۱ تا ۲۰۱۹، همبلین به همراه دانیل سی. پیترسون، ستونی در دزرت نیوز دربارهٔ ادیان جهان نوشت.

## دفاعیات دینی
همبلین برای بازی در فیلم مقدس روز آخر دفاعیات دینی شهرت دارد. او در مورد باستان‌شناسی و کتاب مورمون نوشت، هم در مقالات کلی برای «ژورنال مطالعات کتاب مورمون» و هم در پاسخ به انتقادات تاریخچه کتاب مورمون.

## نظرها
او با همکاری دانیل سی. پیترسون در مقاله ای با عنوان ادیانی که به دلیل فتوحات نظامی تاریخی باقی ماندند که در دزرت نیوز انتشار یافت نوشته‌است: فتوحات نظامی در درازمدت می‌تواند تغییرات مذهبی قابل توجهی ایجاد کند. در طول تاریخ باستان و قرون وسطی، اکثر ایمانداران معتقد بودند که خدا - یا خدایان - پیروزی در نبرد را به مؤمنان عطا خواهد کرد. در واقع، عموماً فرض بر این بود که هیچ‌کس نمی‌خواهد خدایی را پرستش کند که نتواند از قوم خود محافظت کند. شکست در نبرد یا به عنوان شکست یک خدا در برابر خدایان قدرتمندتر یا به عنوان شاهدی بر اطاعت و وفاداری ناکافی مؤمنان به خدای خود تلقی می‌شد. ظهور و سقوط ادیان باستانی اغلب ارتباط نزدیکی با موفقیت یا شکست نظامی مؤمنان داشت. بسیاری از ادیان دوران باستان به دلیل فروپاشی نظامی دولت‌هایی که زمانی از آنها حمایت می‌کردند و آنها را حفظ می‌کردند، دیگر وجود ندارند. قرار گرفتن زیر نفوذ خارجی‌ها در امپراتوری‌های باستانی، برتری نهایی خدا یا خدایان خارجی را به ارمغان می‌آورد، به همین علت بسیاری از ادیان باستانی دیگر وجود ندارند. گاهی، موفقیت یا شکست یک دین در تعادل بین پیروزی و شکست در یک نبرد وابسته بود. برای مثال:
در محاصره بزرگ اورشلیم توسط سناخریب پادشاه آشور در سال ۷۰۱ قبل از میلاد، پادشاه حزقیا قهرمانانه در برابر آشوری‌ها به دنبال پیشگویی‌های اشعیا مقاومت کرد (کتب پادشاهان دوم ۱۸–۱۹). مقاومت نظامی قاطعانه حزقیا، همراه با طاعون در اردوگاه آشوری، منجر به نجات اورشلیم و از این رو، ادامه حیات یهودیت به عنوان یک دین شد. اگر پادشاهی یهودا به دست آشوری‌ها می‌افتاد - همان‌طور که در سال ۷۲۱ قبل از میلاد برای پادشاهی خواهر آنها، پادشاهی اسرائیل (پادشاهی متحد) اتفاق افتاد - به احتمال زیاد یهودیت زنده نمی‌ماند و از این رو مسیحیت و اسلام نیز وجود نداشتند.
فتح امپراتوری هخامنشی توسط اسکندر مقدونی در قرن چهارم پیش از میلاد، گسترش یونانی‌گرایی - زبان، فرهنگ، سیاست، علم و دین یونانی را تسهیل کرد. از این رو مجسمه‌های خدایان یونانی و اسکندر به عنوان خدا از مصر تا افغانستان پیدا شده‌است.
در قرن دوم پس از میلاد، فتح شمال هند، غرب ایران، افغانستان و بخش‌هایی از آسیای مرکزی توسط کانیشکا، پادشاه بودایی بزرگ امپراتوری کوشان، گسترش بودیسم را نه تنها در سراسر امپراتوری خود، بلکه در امتداد جاده ابریشم به داخل کشور تسهیل کرد. در چین هم همین‌طور بود. هنگامی که ارتش‌های مسلمان عرب بیشتر خاورمیانه و شمال آفریقا را در قرن هفتم فتح کردند، بسیاری از مردمان تسخیر شده رشتهٔ گستردهٔ پیروزهای نظامی اعراب را دلیل روشنی بر واقعیت و قدرت خدای یگانه یعنی الله می‌دیدند. پس از این پیروزی‌ها تغییرات دینی سریعی در بسیاری از مناطق فتح شده رخ داد. فتح امپراتوری آزتک توسط فاتحان اسپانیایی بین سال‌های ۱۵۱۹ و ۱۵۲۱ نه تنها نشان دهنده پیروزی امپریالیسم اسپانیا، بلکه پیروزی کاتولیک‌ها بر دین بومی آزتک‌ها بود. در تبت، حمایت نظامی جنگجویان مغول زونگار که اخیراً تغییر مذهب داده بودند، در قرن هفدهم به تثبیت لوبسانگ گیاتسو، پنجمین دالایی لاما، به عنوان حاکم عالی تبت کمک کرد.
او می‌نویسد، اگر کنستانتین بزرگ امپراتور مسیحی تازه مسیحی شده در نبرد پل میلوین در سال ۳۱۲ پس از میلاد توسط رقیب پیگن خود ماکسنتیوس شکست می‌خورد، به احتمال زیاد مسیحیت به دین دولتی امپراتوری روم تبدیل نمی‌شد - یا حداقل به این شکل نبود. که امروزه در جهان هست.
فتح شبه‌جزیره ایبریا توسط اسپانیا در سال ۱۴۹۲ در بازپس‌گیری اندلس در نهایت منجر به اخراج صدها هزار یهودی و مسلمان از منطقه اسپانیای مدرن شد؛ بنابراین، اگرچه امروزه دین به درستی در پیوند الهیات، اخلاق، عقاید و اعمال درک می‌شود، ادیان همیشه در یک زمان، مکان و بستر فرهنگی خاص تاریخی وجود دارند. همان‌طور که پیروزی یا شکست در جنگ می‌تواند مرزهای سیاسی و فرهنگی را به‌طور بنیادی دگرگون کند، نتایج جنگ نیز همیشه تأثیر قابل توجهی بر ظهور، گسترش، تسلط یا زوال ادیان داشته‌است.